# Тагельмуст

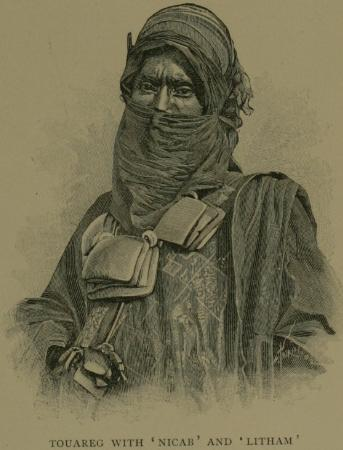
Туарег з літамом

Тагельмуст (туарег. ⵜⴰⵖⴻⵍⵎⵓⵙⵜ), також відомий як літам (арабською: لِثَام) — головний убір з бавовни, який поєднує в собі вуаль та тюрбан, тобто закриває як голову, так і нижню частину обличчя та значну частину шиї. Його переважно носять бербери-туареги, хауса з північного регіону Сахель і сонгаї.

## Роль і значення
Головний убір служив як захист від пилу та екстремально високих температур, характерних для пустелі. У випадках кровної помсти він також служив захистом і допомагав власнику залишатися невпізнаним. Носіння літама не є релігійною вимогою, хоча вважалося, що він забезпечує магічний захист від злих сил.

## Історія

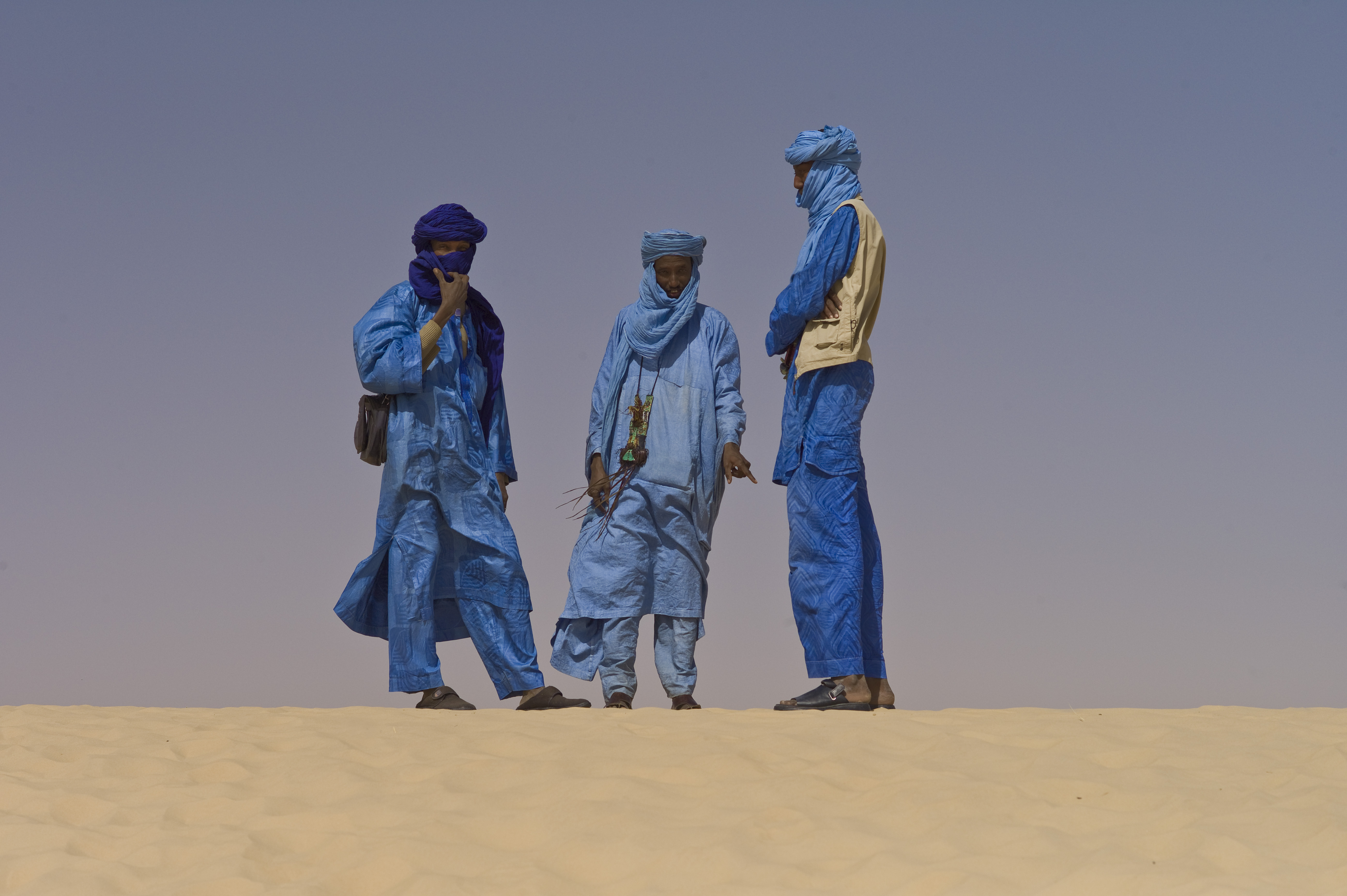
Тагельмуст

Стародавні африканські наскельні гравюри, на яких зображені людські обличчя з очима, але без рота чи носа, свідчать про те, що літам є не лише доісламського, але навіть доісторичного походження. Літам зазвичай носили серед берберських племен Санхаджа в північно-західній Африці. Його використання Альморавідами, які походили з клану Санхаджа, надало йому політичного значення під час їхніх завоювань в XI і XII століттях. Ця практика призвела до того, що Альморавідів принизливо прозвали аль-мулаттхамун (приглушені). Альмохади, які прийшли на зміну Альморавідам як правителі Північної Африки, виступали проти практики носіння літама, стверджуючи, що чоловікам заборонено імітувати жіночий одяг, але їм так і не вдалося зупинити його використання. 
Серед туарегів літам (тагельмуст) носять лише чоловіки, а жінки ходять без вуалі. Хлопчики-туареги починають носити літам на початку статевого дозрівання, а вуаль вважається ознакою мужності. Чоловікові вважається непристойним з'являтися перед старшими, особливо з сім'ї його дружини, без вуалі. Туарегський літам виготовляється з кількох шматків суданської тканини, які зшиваються разом у смужку довжиною приблизно 3,5 м. Чоловіків що носять тагельмуст, називають Кел Тагельмуст, або «Люди вуалі». Тагельмуст носять тільки дорослі чоловіки і знімають тільки в присутності близьких родичів. Чоловіки-туареги часто соромляться показувати свій рот чи ніс незнайомцям або людям, які мають вищий статус, ніж вони самі, як відомо, приховують свої риси обличчя руками, якщо тагельмуст недоступний. Тагельмуст має інше культурне значення, оскільки спосіб його загортання та згортання часто використовується для демонстрації кланового та регіонального походження, а колір, в яку він пофарбований, демонструє багатство власника. Через дефіцит води тагельмуст часто фарбують шляхом розтирання висушеного барвника індиго замість замочування. Барвник часто просочується на шкіру власника, і через це туарегів часто називають «синіми людьми пустелі».

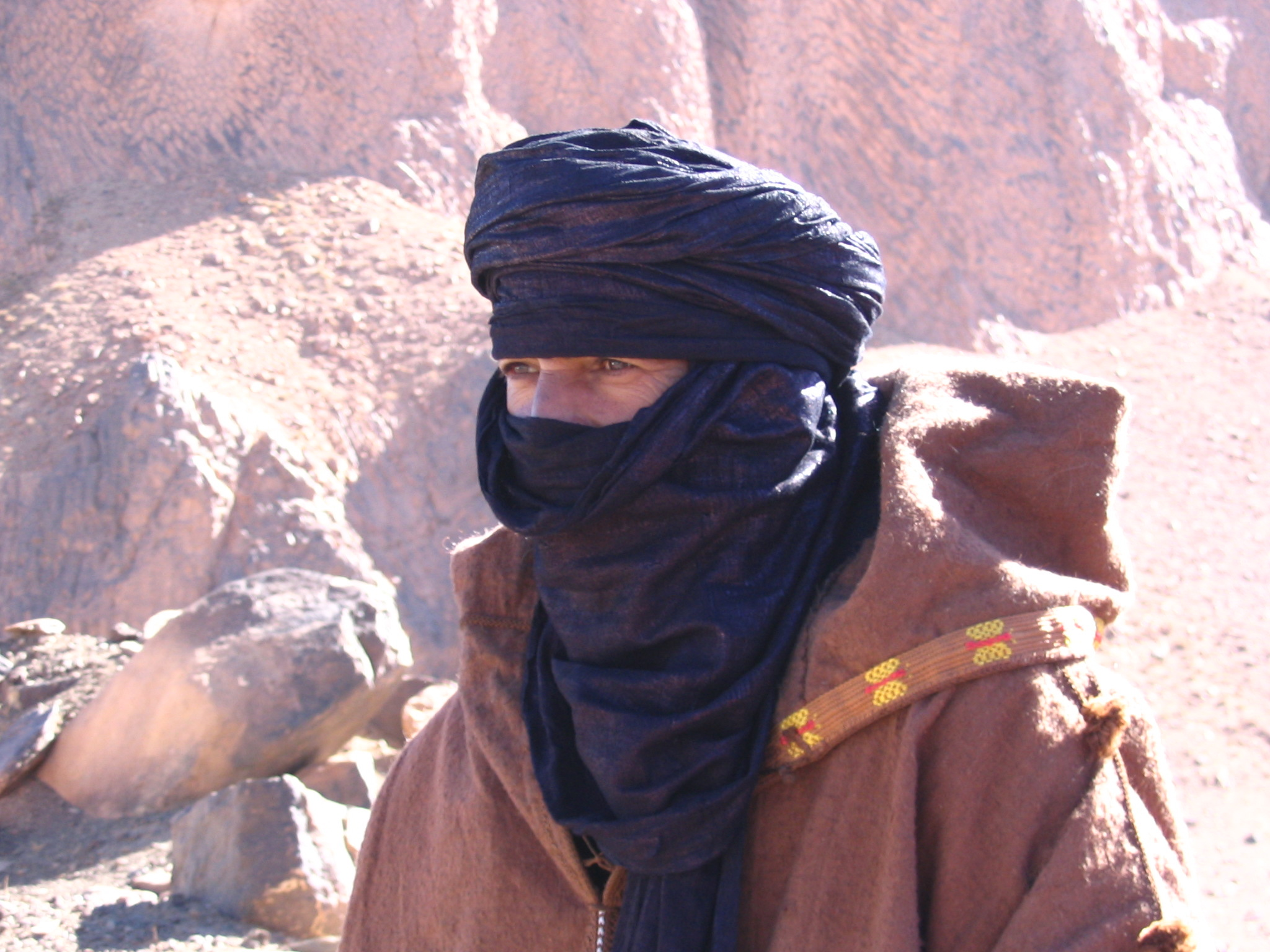
Тагельмуст

## В культурі
У «Тисячі й одній ночі» жінки використовують літам, щоб замаскуватися під чоловіків.